# Trogonophidae
Trogonophidae — родина плазунів з підряду амфісбен. Має 4 роди та 6 видів. Інша назва «палеарктичні хробакоподібні ящірки».

## Опис
Загальна довжина представників цієї родини коливається від 10 до 30 см. Голова широка, заокруглена. Морда сплющена. Верхня щелепа трохи довша за нижню, звисає над останньою. Зуби акродонтні, розташовані на верхній щелепі. Зуби не розташовані у зубних каналах, а тримаються на самій щелепі. Це надає можливість Trogonophidae добре рити під землею свою ходи й нори. Тулуб трикутний у поперечному розрізі. Кінцівки відсутні. Хвіст короткий, загострений. На відміну від інших амфісбен представники цієї родини не здатні відкидати хвоста.
Колір шкіри білий, жовтуватий з темними плямами або бурий, сіруватий з яскравими плямами.

## Спосіб життя
Полюбляють сухі місцини, кам'янисті, піщані ґрунти, напівпустелі. Практично усе життя проводять під землею. Висовуються на поверхню лише під час парування. Живляться комахами та іншими безхребетними.
Більшість яйцекладні, лише представники роду Трогонофісів живородні.

## Розповсюдження
Мешкають у північній Африці, Аравійському півострові, західному Ірані, зустрічаються у Сомалі.

## Роди
- Agamodon
- Diplometopon
- Pachycalamus
- Trogonophis